# Baywatch (film)
Baywatch è un film del 2017 diretto da Seth Gordon con protagonisti Dwayne Johnson, Zac Efron e Alexandra Daddario.
La pellicola è l'adattamento cinematografico dell'omonima serie televisiva statunitense andata in onda dal 1989 al 2001.

## Trama
Il tenente Mitch Buchannon è il caposquadra dei guardaspiaggia di Emerald Bay, in Florida, assieme alle due fidate colleghe Stephanie Holden e C.J. Parker. Essendo rimasti liberi tre posti vengono indette delle selezioni, che vengono vinte dal borioso ex campione olimpico di nuoto Matt Brody, dall'intelligente Summer Quinn e dall'imbranato esperto di informatica Ronnie (al suo terzo tentativo e innamorato di C.J.). Nel frattempo giunge ad Emerald Bay la nuova proprietaria dell'esclusivo Huntley Club, Victoria Leeds, su cui pendono delle voci riguardo al fatto che sia a capo del traffico di una pericolosissima droga chiamata "Flakka".
Come nella sua carriera olimpica, Brody non si cura minimamente dell'importanza di lavorare in gruppo e per questo Mitch lo tiene d'occhio (ospitandolo anche in casa sua) cercando inutilmente di fargli capire quanto Baywatch non sia semplicemente un gruppo di bagnini ma una famiglia che si occupa della sicurezza generale delle spiagge: per questo, quando viene ritrovato un primo cadavere sulla spiaggia collegato alle bustine di droga portate a riva dalla corrente, il gruppo si mette ad indagare, entrando spesso in conflitto con la polizia. Quando però il capitano Thorpe scopre che nessun bagnino era presente alla torre di guardia la mattina in cui viene ritrovato un secondo cadavere perché impegnati a svolgere le indagini, licenzia Mitch e il comando passa a Brody, che nel frattempo ha sviluppato un interesse ricambiato per Summer.
Dopo aver scoperto che tutti gli omicidi sono collegati fra loro e che sono in realtà finalizzati a far ottenere a Victoria la proprietà terriera di tutta la spiaggia, il gruppo di Baywatch capisce che la prossima vittima sarà l'assessore Chun e pertanto si recano alla festa organizzata dalla Leeds sul suo yacht. Stephanie e C.J. salvano l'uomo mentre Summer e Brody trovano la droga nascosta sotto la barca; quando però questi due si dividono gli scagnozzi di Victoria colpiscono Brody facendogli perdere i sensi. La Leeds decide quindi di chiudere Matt dentro una gabbia e buttarlo in mare, ma Mitch interviene appena in tempo per salvarlo.
I bagnini escogitano quindi un piano per fermare la Leeds, che intanto sta aspettando l'arrivo del suo elicottero per scappare: Ronnie e C.J., dopo essersi baciati, fanno partire i fuochi d'artificio per complicare il viaggio dell'elicottero, Stephanie e Summer rimangono a vegliare su Chun mentre Mitch e Brody si recano dalla Leeds. La donna riesce a catturare Matt, puntandogli una pistola alla tempia, e a sparare apparentemente a morte a Mitch; quest'ultimo, però, dopo essersi punto con un riccio di mare (la cui puntura provoca una forte scarica di adrenalina) riesce a ritornare sulla barca e a puntarle contro un fuoco d'artificio che la fa saltare in aria. Fermata la Leeds il gruppo si riunisce e capisce che anche il capitano Thorpe era un alleato della donna, facendolo dunque arrestare.
Conclusa la missione Mitch ritorna al suo posto e comunica alle tre nuove reclute che hanno ufficialmente superato il tirocinio e che sono a tutti gli effetti dei membri del Baywatch. Matt, compresa l'importanza del lavoro di gruppo, comincia quindi a vigilare sulle spiagge assieme a Summer.

## Produzione
Il budget del film è stato di 69 milioni di dollari.

### Cast
Partecipano al film con dei camei gli attori David Hasselhoff e Pamela Anderson, protagonisti della serie tv.

### Riprese
Le riprese del film iniziano il 22 febbraio 2016 a Deerfield Beach. Mentre la serie televisiva era ambientata a Malibù (California), il film è ambientato nella Contea di Broward, in Florida. Altre riprese vengono effettuate a Miami e nello stato della Georgia tra Savannah e Tybee Island.

## Promozione
Il primo trailer del film viene diffuso l'8 dicembre 2016.

## Distribuzione
La pellicola, inizialmente fissata per il 19 maggio, è stata distribuita nelle sale cinematografiche statunitensi a partire dal 25 maggio 2017 ed in quelle italiane dal 1º giugno seguente.

## Accoglienza

### Critica
Il film ha ricevuto recensioni molto negative dalla critica; sull'aggregatore Rotten Tomatoes riceve il 17% delle recensioni professionali positive, con un voto medio di 4 su 10 basato su 246 critiche, mentre su Metacritic ottiene un punteggio di 37 su 100 basato su 47 recensioni.
Nell'edizione dei Razzie Awards 2017 è stato candidato per il peggior film, peggior attore, peggior prequel, remake, rip-off o sequel e peggior sceneggiatura, vincendo il premio speciale Razzie Rotten Tomatoes Award per il film più brutto ma amato dal pubblico.

### Incassi
Il film ha incassato in tutto il mondo 177 856 751 dollari.

## Riconoscimenti
- 2017 - Teen Choice Awards[14][15]
  - Miglior attore in un film commedia a Zac Efron
  - Candidatura per il miglior film commedia
  - Candidatura per il miglior attore in un film commedia a Dwayne Johnson
  - Candidatura per la migliore attrice in un film commedia ad Alexandra Daddario

## Sequel
Durante la proiezione anticipata del film tenutasi a New York, il produttore Beau Flynn ha condiviso con Variety i piani per un sequel che vedrà il ritorno degli sceneggiatori Damian Shannon e Mark Swift assieme ai protagonisti Zac Efron e Dwayne Johnson; anche Alexandra Daddario dimostra di essere interessata al progetto.